# Aphaenogaster treatae
Aphaenogaster treatae é uma espécie de inseto do gênero Aphaenogaster, pertencente à família Formicidae.